# ملوین شوارتز
ملوین شوارتز (به انگلیسی: Melvin Schwartz) ‏(۲ نوامبر ۱۹۳۲ – ۲۸ اوت ۲۰۰۶) یک فیزیک‌دان آمریکایی بود. وی در سال ۱۹۸۸ جایزه نوبل فیزیک را به همراه لئون لدرمن و جک استینبرگر برای «توسعه روش باریکه نوترینوئی و اعلام وجود قرین برای لپتونها از طریق کشف میون نوترینو» دریافت کرد.